# Lassana Camará
Lassana Camará, meglio noto come Saná (Bissau, 29 dicembre 1991), è un calciatore guineense con cittadinanza portoghese, centrocampista del Benfica de Bissau.

## Palmarès

### Club

#### Competizioni nazionali
- Campionato portoghese: 1

Benfica: 2009-2010
- Coppa di Lega portoghese: 1

Benfica: 2009-2010